# Comuna de Żuromin
Żuromin (polaco: Gmina Żuromin) é uma gminy (comuna) na Polónia, na voivodia de Mazóvia e no condado de Żuromiński. A sede do condado é a cidade de Żuromin.
De acordo com os censos de 2004, a comuna tem 14 369 habitantes, com uma densidade 108,5 hab/km².

## Área
Estende-se por uma área de 132,44 km², incluindo:
- área agricola: 84%
- área florestal: 3%

## Demografia
Dados de 30 de Junho 2004:
|                      | Total   | Total | Mulheres | Mulheres | Homens  | Homens |
| -------------------- | ------- | ----- | -------- | -------- | ------- | ------ |
|                      | pessoas | %     | pessoas  | %        | pessoas | %      |
| População            | 14 369  | 100   | 7304     | 50,8     | 7065    | 49,2   |
| Densidade (pop./km²) | 108,5   | 100   | 55,1     | 55,1     | 53,3    | 53,3   |

De acordo com dados de 2002, o rendimento médio per capita ascendia a 1202,35 zł.

## Subdivisões
- Będzymin, Brudnice, Chamsk, Cierpigórz, Dąbrowa, Dąbrowice, Dębsk, Franciszkowo, Kliczewo Duże, Kliczewo Małe, Kosewo, Kruszewo, Młudzyn, Nowe Nadratowo-Stare Nadratowo, Olszewo, Poniatowo, Raczyny, Rozwozin, Rzężawy, Sadowo, Tadajówka, Wiadrowo, Wólka Kliczewska.

## Comunas vizinhas
- Bieżuń, Kuczbork-Osada, Lubowidz, Lutocin, Szreńsk